# Alan Jones
Alan Stanley Jones MBE (n. 2 noiembrie 1946, Melbourne, Victoria, Australia) este un fost un pilot australian de Formula 1. El a fost primul pilot care a câștigat Campionatul Mondial de Formula 1 cu echipa Williams, devenind campionul mondial din 1980 și al doilea australian care a făcut acest lucru după triplul campion mondial, Jack Brabham. A concurat într-un total de 117 Mari Premii, câștigând 12 și obținând 24 de podiumuri. În 1978, Jones a câștigat campionatul Can-Am, conducând o mașină Lola.